# سیمی چاهال
سیمی چاهال (به انگلیسی: Simi Chahal) (زاده ۹ مهٔ ۱۹۹۲) بازیگر هندی است.
از کارهای معروف او می‌توان به بازی در فیلم سروان اشاره کرد.